# Sakis Arnautoglu
Atanasios (Sakis) Arnautoglu, grec. Αθανάσιος (Σάκης) Αρναούτογλου (ur. 13 grudnia 1969 w Salonikach) – grecki prezenter prognozy pogody i polityk, poseł do Parlamentu Europejskiego X kadencji.

## Życiorys
Studiował tłumaczenia ustne w Sprachen & Dolmetscher Institut München. Pod koniec lat 90. pracował w konsulacie generalnym Grecji w Monachium. Kształcił się później z zakresu meteorologii na Uniwersytecie Arystotelesa w Salonikach, nie uzyskał jednak dyplomu w tej dziedzinie. W 2002 dołączył do redakcji prognozy pogody w telewizji ERT3. Był prezenterem w różnych stacjach telewizyjnych i radiu. Zyskał popularność, wprowadzając nowatorskie metody prezentacji raportów pogodowych.
Zaangażował się w działalność polityczną w ramach Panhelleńskiego Ruchu Socjalistycznego. W 2023 został wybrany do rady miejskiej w Salonikach. W wyborach w 2024 uzyskał mandat posła do Parlamentu Europejskiego X kadencji.